# Pirinsko pivo
Pirinsko pivo (pogosto krajšano samo Pirinsko, bolgarsko Пиринско пиво) je vrsta bolgarskega piva, ki ga proizvaja pivovarna Pirinsko.

## Zgodovina
Pivovarna Pirinsko  je bila ustanovljena leta 1971 v Blagoevgradu. Od leta 2002 spada pod koncern Carlsberg Group in skupaj s pivovarno Šumensko sestavlja skupino Carlsberg Bulgaria. Ta ima sedež v mestu Šumen in ima 580 zaposlenih. Carlsberg Bulgaria ima 27 % delež na bolgarskem tržišču. Ime je dobil po bolgarski gorski verigi Pirin, od koder pridobivajo vodo za varjenje.

## Sponzorstvo
Pivovarna Pirinsko je sponzor nogometnega kluba FK Pirin iz Blagoevgrada.

## Piva
Pivovarna proizvaja svetli pilsner in lager s 4,4 % alkohola, pa tudi brezalkoholno pivo z 0,5 %. Pred kratkim so na tržišče poslali tudi temno pivo s 4,7 % alkohola.